# Okręg wyborczy Gellibrand
Okręg wyborczy Gellibrand (ang. Division of Gellibrand) – jednomandatowy okręg wyborczy do Izby Reprezentantów Australii, położony w stanie Wiktoria.
Pierwsze wybory odbyły się w nim w 1949 roku, a jego patronem jest prawnik i odkrywca Joseph Gellibrand (1786–1836).
Od 2013 roku posłem z tego okręgu był Tim Watts z Australijskiej Partii Pracy.

## Lista posłów
Lista posłów z okręgu Gellibrand:
| okres urzędowania | poseł         | przynależność                                 |
| ----------------- | ------------- | --------------------------------------------- |
| 1949–1955         | Jack Mullens  | Australijska Partia Pracy                     |
| 1955–1955         | Jack Mullens  | Australijska Partia Pracy (antykomunistyczna) |
| 1955–1972         | Hector McIvor | Australijska Partia Pracy                     |
| 1972–1998         | Ralph Willis  | Australijska Partia Pracy                     |
| 1998–2013         | Nicola Roxon  | Australijska Partia Pracy                     |
| od 2013           | Tim Watts     | Australijska Partia Pracy                     |